# خاکسترها و الماس‌ها
خاکسترها و الماس‌ها (به لهستانی: Popiół i diament) رمانی به قلم نویسنده لهستانی، یژی آندریوسکی است که در سال ۱۹۴۸ منتشر شده است. آندری وایدا از روی آن، اقتباسی سینمایی با عنوان خاکسترها و الماس‌ها ساخته است که در ۱۹۵۸ منتشر شد.